# Élections législatives de 1981 dans la Haute-Marne
Les élections législatives françaises de 1981 dans la Haute-Marne se déroulent les 14 et 21 juin 1981.

## Élus
| Circonscription | Député sortant         | Parti | Parti    | Député élu ou réélu | Parti | Parti    |
| --------------- | ---------------------- | ----- | -------- | ------------------- | ----- | -------- |
| 1re             | Charles Fèvre          |       | UDF (PR) | Charles Fèvre       |       | UDF (PR) |
| 2e              | Jacques-Richard Delong |       | RPR      | Guy Chanfrault      |       | PS       |

## Positionnement des partis
Le Parti socialiste et le Parti communiste français, sous l'appellation « majorité d'union de la gauche », se présentent dans les deux circonscriptions du département tandis que le Mouvement des radicaux de gauche a un candidat dans la circonscription de Chaumont - Langres (1re).
La majorité sortante, réunie dans l'Union pour la nouvelle majorité (UNM), soutient de son côté les deux députés sortants, Charles Fèvre (UDF-PR) et Jacques-Richard Delong (RPR).
Enfin, le Parti socialiste unifié présente un candidat sous l'étiquette « Alternative 81 » dans la 1re circonscription.

## Résultats

### Analyse
Alors qu'elle était majoritaire en 1978, la droite devient minoritaire : non seulement elle recule de 4,4 points par rapport au scrutin précédent, mais en plus, elle perd un siège (Saint-Dizier, 2e). Dans la 1re circonscription, le député sortant Charles Fèvre est réélu de justesse.
À l'inverse, le Parti socialiste est le grand gagnant du scrutin : le PS passe ainsi de 20,7 à 35,7 % et dans la circonscription de Saint-Dizier, Guy Chanfrault bat le sortant Jacques-Richard Delong. Quant au Parti communiste français, il perd du terrain, reculant de 6,4 points par rapport aux élections législatives de 1978.

### Résultats à l'échelle du département
| Parti          | Parti                              | Premier tour | Premier tour | Second tour | Second tour | Sièges |
| Parti          | Parti                              | Voix         | %            | Voix        | %           | Sièges |
| -------------- | ---------------------------------- | ------------ | ------------ | ----------- | ----------- | ------ |
|                | Parti socialiste                   | 36 672       | 35,75        | 58 285      | 51,53       | 1      |
|                | Parti communiste français          | 14 372       | 14,01        | Retrait     | Retrait     | 0      |
|                | Mouvement des radicaux de gauche   | 1 313        | 1,28         |             |             | 0      |
|                | Majorité présidentielle            | 52 357       | 51,04        | 58 285      | 51,53       | 1      |
|                |                                    |              |              |             |             |        |
|                | Union pour la démocratie française | 27 235       | 26,56        | 30 697      | 27,14       | 1      |
|                | Rassemblement pour la République   | 21 611       | 21,07        | 24 127      | 21,33       | 0      |
|                | Union pour la nouvelle majorité    | 48 846       | 47,61        | 54 824      | 48,47       | 1      |
|                |                                    |              |              |             |             |        |
|                | Parti socialiste unifié            | 1 383        | 1,35         |             |             | 0      |
|                |                                    |              |              |             |             |        |
| Inscrits       | Inscrits                           | 144 920      | 100,00       | 144 921     | 100,00      | 2      |
| Abstentions    | Abstentions                        | 40 648       | 28,05        | 30 098      | 20,77       |        |
| Votants        | Votants                            | 104 272      | 71,95        | 114 823     | 79,23       |        |
| Blancs et nuls | Blancs et nuls                     | 1 686        | 1,62         | 1 714       | 1,49        |        |
| Exprimés       | Exprimés                           | 102 586      | 98,38        | 113 109     | 98,51       |        |

### Résultats par circonscription

#### Première circonscription (Chaumont)
| Candidat       | Candidat                    | Parti          | Premier tour | Premier tour | Second tour | Second tour |  |
| Candidat       | Candidat                    | Parti          | Voix         | %            | Voix        | %           |  |
| -------------- | --------------------------- | -------------- | ------------ | ------------ | ----------- | ----------- |  |
|                | Charles Fèvre sortant réélu | UDF (PR)       | 27 235       | 49,60        | 30 697      | 50,43       |  |
|                | Jean Carrier                | PS             | 20 819       | 37,92        | 30 171      | 49,57       |  |
|                | Jean Grataroli              | PCF            | 4 157        | 7,57         |             |             |  |
|                | Vitaliano Covelli           | PSU            | 1 383        | 2,52         |             |             |  |
|                | Robert Jobard               | MRG            | 1 313        | 2,39         |             |             |  |
|                |                             |                |              |              |             |             |  |
| Inscrits       | Inscrits                    | Inscrits       | 76 965       | 100,00       | 76 952      | 100,00      |  |
| Abstentions    | Abstentions                 | Abstentions    | 21 077       | 27,39        | 15 220      | 19,78       |  |
| Votants        | Votants                     | Votants        | 55 888       | 72,61        | 61 732      | 80,22       |  |
| Blancs et nuls | Blancs et nuls              | Blancs et nuls | 981          | 1,76         | 864         | 1,4         |  |
| Exprimés       | Exprimés                    | Exprimés       | 54 907       | 98,24        | 60 868      | 98,6        |  |

#### Deuxième circonscription (Saint-Dizier)
| Candidat       | Candidat                       | Parti          | Premier tour | Premier tour | Second tour | Second tour |  |
| Candidat       | Candidat                       | Parti          | Voix         | %            | Voix        | %           |  |
| -------------- | ------------------------------ | -------------- | ------------ | ------------ | ----------- | ----------- |  |
|                | Jacques-Richard Delong sortant | RPR (UNM)      | 21 611       | 45,33        | 24 127      | 46,24       |  |
|                | Guy Chanfrault élu             | PS             | 15 853       | 33,25        | 28 114      | 53,76       |  |
|                | Marius Cartier                 | PCF            | 10 215       | 21,44        | Retrait     | Retrait     |  |
|                |                                |                |              |              |             |             |  |
| Inscrits       | Inscrits                       | Inscrits       | 67 955       | 100,00       | 67 969      | 100,00      |  |
| Abstentions    | Abstentions                    | Abstentions    | 19 571       | 28,8         | 14 878      | 21,89       |  |
| Votants        | Votants                        | Votants        | 48 384       | 71,2         | 53 091      | 78,11       |  |
| Blancs et nuls | Blancs et nuls                 | Blancs et nuls | 705          | 1,46         | 850         | 1,6         |  |
| Exprimés       | Exprimés                       | Exprimés       | 47 679       | 98,54        | 52 241      | 98,4        |  |